# Pubarca

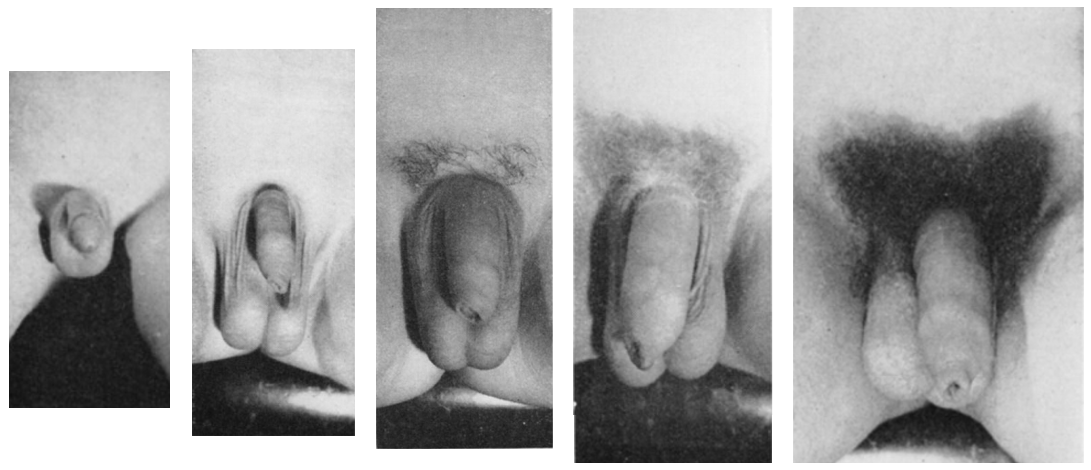
Desenvolvimento de um pênis humano não circuncidado (cinco estágios)

Pubarca refere-se ao primeiro aparecimento de pelos pubianos em um adolescente. É uma das mudanças físicas da puberdade, e pode acontecer independentemente de uma puberdade completa. Geralmente ocorre como resultado do aumento dos níveis naturais e fisiológicos de andrógenos e em raras ocasiões pode ser causada pela exposição de uma criança a um esteroide anabolizante.